# إثيل كاريك
إثيل كاريك (بالإنجليزية: Ethel Carrick)‏ هي رسامة أسترالية، ولدت في 1872 في لندن في المملكة المتحدة، وتوفيت في 1951 في ملبورن في أستراليا.